# Щапино (Челябинская область)
Щапино — деревня в Чебаркульском районе Челябинской области России. Входит в состав Травниковского сельского поселения.

## География
Деревня находится в центральной части Челябинской области, в лесостепной зоне, на левом берегу реки Коелга, на расстоянии примерно 15 км (по прямой) к юго-востоку от города Чебаркуль, административного центра района. Абсолютная высота — 287 м над уровнем моря.
Часовой пояс
Деревня Щапино, как и вся Челябинская область, находится в часовой зоне МСК+2. Смещение применяемого времени относительно UTC составляет +5:00.

## Население
| 2002 | 2010 |
| ---- | ---- |
| 313  | ↘248 |

Гендерный состав
По данным Всероссийской переписи населения 2010 года, в гендерной структуре населения мужчины составляли 48,8 %, женщины — соответственно 51,2 %.
Национальный состав
Согласно результатам переписи 2002 года, в национальной структуре населения русские составляли 83 %.

## Улицы
| - ул. 1 Мая, - ул. Береговая, | - ул. Зелёная, - ул. Полевая. |